# Acylophorus usambarae
Acylophorus usambarae  (лат.) — вид жуков-стафилинид из подсемейства Staphylininae. Африка.

## Распространение
Африка, Танзания, Usambara Mountains. 

## Описание
Мелкие жуки с вытянутым телом, длина около 7 мм. Основная окраска коричневая, ноги светлее. Голова крупная, в 1,5 раз шире своей длины. Пронотум блестящий, поперечный, в 1,2 раз шире своей длины. Надкрылья поперечные, в 1,6 раз шире своей длины. От близких видов отличается длинными и отстоящими волосками брюшка. Усики коленчатые, а первый сегмент длиннее трех следующих. Внутренний край левой мандибулы с двумя зубьями и правый с одним зубом. Тело имеет пунктированную поверхность.